# Дитрих, Вальтер
Вальтер Дитрих (нем. Walter Dietrich; 24 декабря 1902, Швейцария — 27 ноября 1979) — швейцарский футболист, игравший на позиции нападающего, а также футбольный тренер.
Выступал, в частности, за клуб «Айнтрахт», а также национальную сборную Швейцарии. Серебряный призёр Олимпийских игр 1924 года

## Клубная карьера
Родился 24 декабря 1902 года. Воспитанник футбольной школы клуба «Базель». Взрослую футбольную карьеру начал в 1919 году в основной команде того же клуба, в которой провёл три сезона, приняв участие в 8 матчах чемпионата.
Позже с 1922 по 1925 год играл в составе клубов «Форвард» (Морж) и «Серветт». В составе последнего в 1925 году завоевал титул чемпиона Швейцарии.
В том же 1925 году перебрался в Германию, став игроком клуба «Айнтрахт», цвета которого защищал на протяжении следующих 13 сезонов, до завершения профессиональной карьеры в 1938 году.

## Карьера в сборной
В 1924 году дебютировал в официальных матчах в составе национальной сборной Швейцарии. В течение карьеры в национальной команде, которая длилась 5 лет, провёл в её форме 14 матчей, забив 6 голов.
В составе сборной был участником футбольного турнира на Олимпийских играх 1924 года в Париже, где вместе с командой завоевал «серебро». Через четыре года принимал участие в Олимпийских играх 1928 года в Амстердаме.

## Карьера тренера
Выступая за «Айнтрахт», в течение 1926—1927 годов был играющим тренером команды.
Завершив выступления на футбольном поле, вернулся на родину, где в 1939 году тренировал «Базель», сменив на тренерском мостике Фернана Жаккара по ходу сезона 1938/39 годов, однако не смог улучшить результаты команды и вошёл в историю как тренер, под руководством которого «Базель» впервые понизился в классе и оставил высший швейцарский футбольный дивизион.
Умер 27 ноября 1979 года на 77-м году жизни.

## Титулы и достижения
«Серветт»
- Чемпион Швейцарии: 1924/1925

Швейцария
- Серебряный призер Олимпийских игр: 1924